# Мелкумов, Михаил Аркадьевич
Михаил Аркадьевич Мелкумов (27 сентября 1919, Шуша, АДР — 1 мая 1995) — советский сценарист, Член Союза писателей СССР.

## Биография
Родился 27 сентября 1919 года в Шуше, Нагорный Карабах. Армянин. Через несколько лет после рождения переехал в Узбекскую ССР, где после окончания средней школы поступил на филологический факультет УзГУ, однако по своему желанию в 1942 году был переведён на сценарный факультет ВГИКа, который он окончил в 1947 году, после чего вошёл в состав Ташкентской киностудии в качестве сценариста и написал ряд сценариев, из которых экранизировано было 11.
Скончался 1 мая 1995 года, похоронен на Боткинском кладбище Ташкента.

## Фильмография

### Сценарист
- 1948 — Дочь Ферганы
- 1958 — Очарован тобой
- 1959 — Фуркат
- 1963 — Первое признание
- 1964 — Буря над Азией
- 1968 — Всадники революции
- 1969 — Опасные гастроли
- 1970 — Гибель Чёрного консула
- 1976 — Далёкие близкие годы
- 1981 — Большая короткая жизнь
- 1983 — Пароль Отель Регина

## Награды
- Медаль «За трудовое отличие» (18 марта 1959 года)[3].